# آق-جار (شهرستان ات‌باشی)
آق-جار (به لاتین: Ak-Jar) یک روستا در قرقیزستان است که در شهرستان ات‌باشی واقع شده‌است. آق-جار ۵٬۵۵۹ نفر جمعیت دارد.